# Batalla de Barbalissos
La batalla de Barbalissos (253) fue un enfrentamiento militar entre el Imperio romano y el Imperio sasánida con victoria de los segundos.

## Desarrollo
Sapor I usó una serie de incursiones romanas en la Armenia persa como casus belli para invadir las provincias romanas de Mesopotamia y Siria.
Atacaron en Barbalissos a un ejército provincial romano mandado por el gobernador de los limes orientales bajo el alto mando del Legatus Augusti pro praetore de Syria. El ejército romano fue destruido, lo que permitió a los sasánidas conquistar Antioquia y Dura Europos en 253 o 256. Las incursiones de saqueo llevaron al emperador Valeriano a intervenir personalmente, pero fue vencido y capturado cerca de Edesa en 260.
La batalla solamente es mencionada en la inscripción de Naqsh-e Rostam.